# Bangabandhu-Brücke
Die Bangabandhu-Brücke (bengalisch বঙ্গবন্ধু সেতু Baṅgabandhu sētu, häufig auch bengalisch যমুনা বহুমুখী সেতু Yomunā bahumukhī sētu, Jamuna Multi-purpose Bridge, „Jamuna-Mehrzweckbrücke“) ist eine 4,8 Kilometer lange Eisenbahn- und Straßenbrücke über die Jamuna in Bangladesch. Sie wurde 1998 eröffnet. Der Name der Brücke erinnert an den Ehrentitel des ersten Premierministers des unabhängigen Bangladesch, Scheich Mujibur Rahman.

## Hintergrund und Geschichte
Die Naturlandschaft und der Lebensraum von Bangladesch werden wesentlich durch zwei große Ströme, die das Land durchfließen, bestimmt. Zum einen den Unterlauf des Ganges, der in Bangladesch den Namen Padma (und im Endabschnitt Meghna) trägt, zum anderen die Jamuna, einer der Endarme des Brahmaputra, die in die Padma mündet. Einerseits bilden diese großen Ströme, die in der Vergangenheit häufiger auch ihren Lauf geändert haben, wichtige Verkehrsadern, andererseits sind sie auch große Hindernisse für den überregionalen Eisenbahn- und Straßenverkehr. Brückenbauwerke sind daher von zentraler Bedeutung für die Verkehrsinfrastruktur von Bangladesch.
Obwohl schon im 19. Jahrhundert zur Zeit der britischen Kolonialherrschaft mit dem Bau von Eisenbahnen in Bengalen begonnen wurde, gab es lange Zeit keine Eisenbahn- oder Straßenbrücke über die Jamuna. Dies hatte auch zur Folge, dass sich die Eisenbahnnetze dies- und jenseits der Jamuna relativ unabhängig voneinander entwickelten. Westlich des Flusses herrschte die indische Breitspur und östlich davon die Meterspur. Verbindungen der beiden Eisenbahnnetze und Straßennetze mussten auf dem Weg von Autofähren und Eisenbahnfähren erfolgen. Die wichtigsten dieser Verbindungen über die Jamuna vor der Eröffnung der Bangabandhu-Brücke waren die Fähren am Jamuna-Unterlauf zwischen Nagarbari (23° 57′ N, 89° 39′ O) und Aricha (23° 51′ N, 89° 47′ O), sowie im Norden zwischen Sirajganj (24° 28′ N, 89° 43′ O) und Bhuapur (24° 28′ N, 89° 52′ O). Diese Fährverbindungen stießen jedoch schon spätestens seit den 1980er Jahren an ihre Grenzen. Wartezeiten von 30 bis 40 Stunden auf die nächste freie Fähre waren seit den 1980er Jahren für Lastkraftwagen an der Tagesordnung. Der Verkehr an diesen beiden Überfahrten belief sich im Jahr 1993 täglich auf zusammen 271 Busse, 140 leichte Kraftwagen und 770 Lastkraftwagen.

## Planungen und Ausführung des Brückenbaus

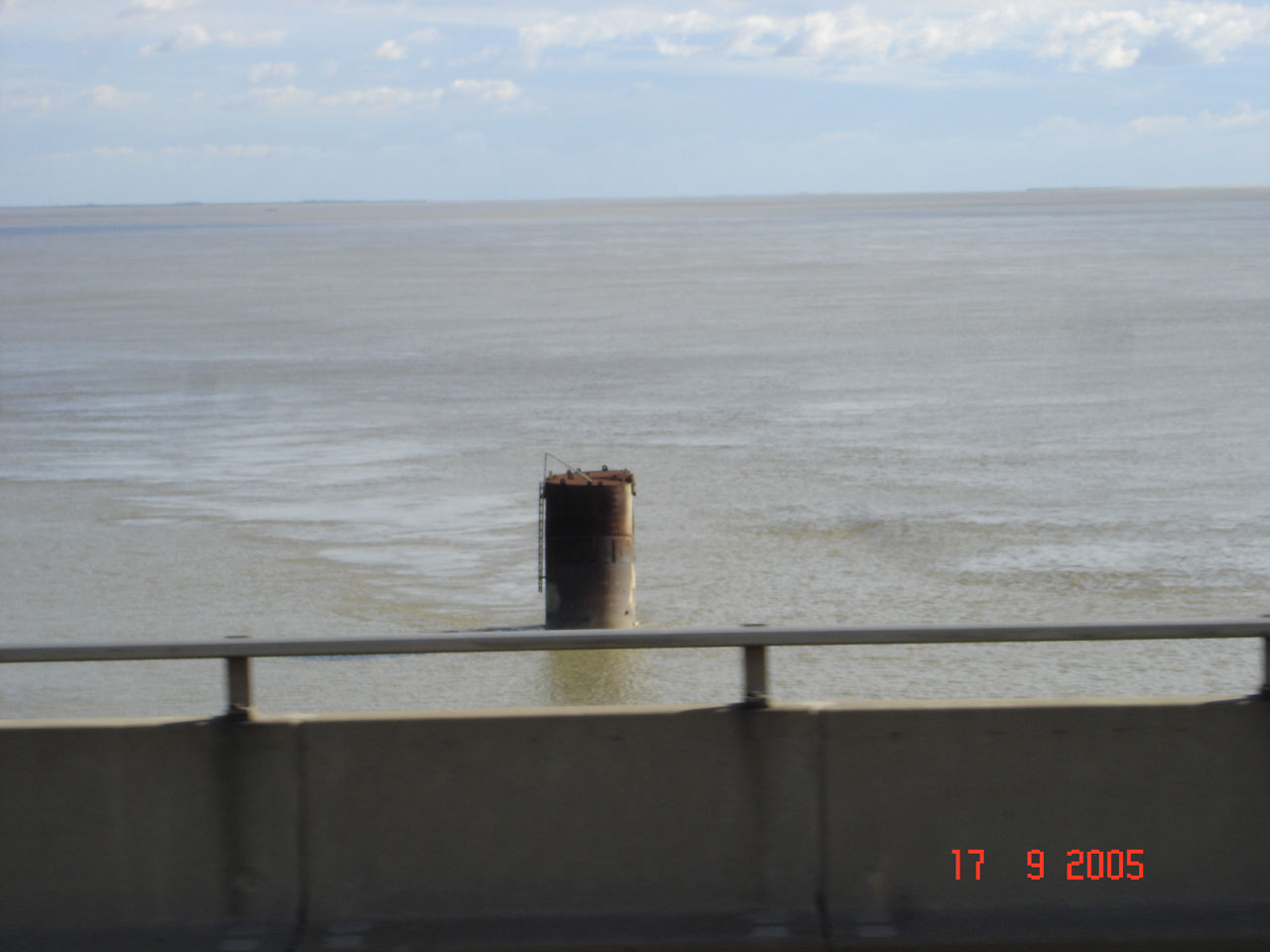
Vor dem Bau der Brücke wurden als Test zwei Stahlrohre, auf denen später die Trägerplattformen ruhen sollten, in den Boden getrieben. Das Bild zeigt eines davon.

Schema der Konstruktion der Brückenpfeiler mit den Aufbauten

Erste Planungen zum Bau einer Brücke über die Jamuna zur besseren Verbindung von Ost- und West-Bangladesch gab es schon in den 1960er Jahren zu Zeiten Ostpakistans, vor der Unabhängigkeit Bangladeschs. Konkretere Planungen begannen jedoch, bedingt durch den Ressourcenmangel und die politische Instabilität, erst in den 1980er Jahren. 1985 wurde hierfür eine eigene Behörde gegründet, die Jamuna Multipurpose Bridge Authority, die später auch die Organisation des Baus übernahm.
Insgesamt 10 verschiedene Örtlichkeiten für die den Bau der Brücke wurden in die engere Auswahl einbezogen. Nach eingehender Prüfung entschied man sich für einen Ort etwa 7 Kilometer südlich der Stadt Sirajganj. An dieser Stelle war die Jamuna bei Hochwasser bis zu 14 Kilometer breit. Bei Niedrigwasser konnte die Flussbreite auf bis zu 5 Kilometer abnehmen. In Zusammenhang mit der Brückenkonstruktion mussten östlich und westlich davon 16 bzw. 14 Kilometer zuführende Straßen gebaut werden. Nördlich und südlich der Brücke wurden die Ufer der Jamuna auf jeweils 2,2 Kilometern Länge befestigt und Maßnahmen zur Verhinderung von Überflutungen ergriffen.
Beim Bau der Brückenpfeiler entschied man sich aus Stabilitätsgründen nicht für eine traditionelle Senkkasten (Caisson)-Bauweise, sondern für die Verwendung von Stahlrohren, die mittels eines hydraulischen MHU 1700T Hammers der Firma Menck GmbH in den Boden getrieben wurden. Dabei konnte auf Erfahrungen beim Bau von offshore-Plattformen in den vorangegangenen zwei Jahrzehnten zurückgegriffen werden. Die Stahlröhren wurden in Einzelsegmenten, die ineinandergesteckt und dann verschweißt werden konnten, in Ulsan (Südkorea) hergestellt und per Schiff an den Ort der Baustelle verbracht. Für den Antransport musste die Zeit des Jamuna-Hochwassers genutzt werden. Nachdem die Stahlröhre hinreichend tief in den Boden getrieben war, wurde jeweils der oberste Teil (der meist durch den Hammer beschädigt war) abgetrennt und die Röhre mit Beton aufgefüllt. Auf jeweils zwei oder drei leicht schräg gegeneinander versetzt stehende Pfeiler wurde jeweils eine etwa 300 Tonnen schwere vorgefertigte Beton-„Kappe“ aufgesetzt. Sämtliche 121 Pfeiler konnten wie geplant in der Zeit zwischen Oktober 1995 und Juni 1996, während der Zeit des Hochwassers in den Boden getrieben werden. Die weiteren Brückenaufbauten wurden aus Spannbetonfertigteilen zusammengesetzt und im Freivorbauverfahren von den Brückenpfeilern aus vorangetrieben.

## Kosten und Zeitplan
Die Gesamtkosten des Projekts wurden vor Beginn auf insgesamt 696 Millionen US-Dollar geschätzt. Davon entfielen etwa 220 Millionen auf den eigentlichen Brückenbau und 244 Millionen auf Maßnahmen der Flussbefestigung und andere Wasserbau-Maßnahmen. Der Bau der Zufahrtsstraßen wurde auf 52 Millionen US$ taxiert. Hinsichtlich der Finanzierung sollten jeweils 200 Millionen US$ von der Asiatischen Entwicklungsbank, der Internationalen Entwicklungsorganisation (IDA) und dem japanischen Entwicklungshilfe-Overseas Economic Cooperation Fund (OECF) getragen werden. Weitere 96 Millionen US$ sollte die bangladeschische Regierung beisteuern. Eine Schätzung im Juni 2000 ergab, dass die tatsächlichen Kosten bei 753,7 Millionen US$ gelegen hatten, was einer Kostenüberschreitung von 8,3 % gegenüber der ursprünglichen Planung entsprach. Der ursprüngliche Zeitplan sah eine Fertigstellung der Brücke bis zum November 1997 vor. Tatsächlich wurde dieses Ziel erst 7 Monate später im Juni 1998 erreicht. Der Termin zur Freigabe für den Verkehr konnte jedoch wie geplant eingehalten werden.
Die Brücke wurde am 23. Juni 1998 in einer feierlichen Zeremonie durch die damalige Premierministerin Hasina Wajed für den Verkehr freigegeben und „Bangabandu-Brücke“ benannt – zu Ehren von Mujibur Rahman, des ersten Premierministers von Bangladesch und Vaters von Hasina Wajed.

## Technische Daten und Abmessungen
Die eigentliche Brücke ist 4,8 Kilometer lang. An beiden Enden der Brücke befindet sich je ein 128 Meter langer Viadukt, der den Anschluss an die Zufahrtsstraßen gewährleistet. Auf der Brücke werden vier Fahrstreifen, ein Fußweg und eine eingleisige Eisenbahnstrecke entlanggeführt. Der Überbau ist 18,5 Meter breit. Zusätzlich trägt die Brücke eine 230 kV-Hochspannungsleitung, eine 760-mm-Gasleitung und Telekommunikationskabel. Die Eisenbahnstrecke wurde ursprünglich in Meterspur gebaut, später aber zum Dreischienengleis (dual gauge) ausgebaut, so dass sie auch von Zügen in Breitspur befahren werden kann.
Die Brücke ruht auf 50 Pfeilern; 21 wurden auf je 3 Stahlpfeiler gegründet und 29 auf je 2 Stahlpfeiler. Die Dicke des Stahlmantels betrug 40–60 mm, die durchschnittliche Länge der Stahlpfeiler liegt bei 83 Metern und der Außendurchmesser bei 2,5 bzw. 3,15 Metern. Die Brückenpfeiler wurden im Abstand von je 100 m errichtet.

## Entwicklung seit 1998
| Fiskaljahr | Fahrzeuge | Einnahmen (Mio Taka) |
| ---------- | --------- | -------------------- |
| 1997–98    | 27.651    | 09,9                 |
| 1998–99    | 930.659   | 0612,7               |
| 1999–00    | 892.149   | 0669,4               |
| 2000–01    | 1.110.070 | 0828,4               |
| 2001–02    | 1.222.919 | 0935,8               |
| 2002–03    | 1.375.009 | 1087,2               |
| 2003–04    | 1.632.205 | 1310,8               |
| 2004–05    | 1.876.363 | 1520,0               |
| 2005–06    | 1.987.984 | 1579,7               |
| 2006–07    | 2.172.463 | 1737,6               |
| 2007–08    | 2.539.421 | 2019,6               |
| 2008–09    | 2.751.849 | 2144,2               |
| 2009–10    | 3.157.372 | 2429,9               |
| 2010–11    | 3.564.713 | 2691,0               |
| 2011–12    | 3.698.743 | 3062,3               |
| 2012–13    | 3.887.158 | 3279,8               |
| 2013–14    | 3.926.990 | 3253,8               |
| 2014–15    | 4.207.075 | 3511,4               |
| 2015–16    | 4.807.915 | 4048,8               |
| 2016–17    | 5.383.119 | 4865,2               |
| 2017–18    | 5.532.536 | 5438,0               |
| 2018–19    | 5.901.892 | 5753,4               |
| 2019–20    | 5.997.130 | 5602,8               |
| 2020–21    | 7.309.396 | 6548,2               |
| 2021–22    | 7.542.099 | 7045,5               |
| 2022–23    | 7.363.941 | 6755,8               |

Prognosen des Verkehrsaufkommens gingen vor dem Brückenbau davon aus, dass der Gesamtverkehr in den Jahren 1998 bis 2025 um jährlich 5 Prozent wachsen würde, bis die Endkapazität der Brücke im Jahr 2025 erreicht sei.
Die durchschnittliche jährliche Steigerung Verkehrsaufkommens betrug von 1998 bis 2018 etwa 10 % und die Mauteinnahmen stiegen um jährlich 12,2 %. Damit wurden die Prognosen deutlich übertroffen. Wiederholt wurden allerdings Vorwürfe der Korruption gegen die unmittelbaren Betreibergesellschaften erhoben, so dass die realen „Einnahmen“ möglicherweise noch höher liegen.
Im Februar 2019 ließ die bangladeschische Regierung erklären, dass die Brücke bisher 50 Milliarden Taka an Mauteinnahmen erbracht habe. Dem stünden 37,5 Milliarden Taka Baukosten gegenüber. Die Kredite, die zum Bau der Brücke aufgenommen wurden, würden aber erst im Jahr 2034 abbezahlt sein. Die Laufdauer der Kreditrückzahlungen war nach offiziellen Angaben aufgrund ungünstiger Wechselkurse verlängert worden.
Im Jahr 2016 kostete die Überquerung der Brücke im einfachen Pkw 500 Taka (knapp 6 EUR). Ein schwerer Lastzug musste 1400 Taka (etwa 16 EUR) bezahlen. Mehrfach wurde der Brückenzoll erhöht, so beispielsweise im Jahr 2011 um 14 %. Im März 2017 wurde seitens der Regierung eine erneute Erhöhung um durchschnittlich etwa 20 % angekündigt.
Die Parlamentswahl 2001 gewann die Bangladesh Nationalist Party (BNP) unter Khaleda Zia, die anschließend Premierministerin wurde. Unter der BNP-Regierung wurde die Brücke in Jamuna-Mehrzweckbrücke umbenannt. Als nach der Parlamentswahl 2008 wieder die Awami-Liga unter Hasina Wajid siegte, erhielt die Brücke 2009 offiziell wieder ihren alten Namen. Beide Namen sind in Gebrauch.
2011–2013 waren umfangreiche Reparaturen wegen aufgetretener Risse notwendig, die 2,7 Milliarden (270.45 crore) Taka kosteten. 2014 wurden erneut Risse festgestellt, für deren Reparatur 1,15 Mrd. Taka veranschlagt wurden.
In den Jahren 2004 bis 2006 kam es zu etwa 80 Unfällen jährlich auf den Zufahrtsstraßen der Brücke und auf dieser selbst, die insgesamt 71 Todesopfer forderten. Die hohe Zahl an Verkehrstoten ist nicht untypisch für den Straßenverkehr in Bangladesch. 96 % der Todesfälle ereigneten sich auf den Zufahrtsstraßen und nur 4 % direkt auf der Brücke. Analysen zeigten, dass sich die Unfälle besonders auf bestimmte Punkte konzentrieren. Als besonders unfallträchtig wurden die Kreisverkehre vor den Brückenauffahren identifiziert. Zum großen Teil wurde überhöhte Geschwindigkeit als (Mit-)Ursache angegeben. Auf den Zufahrtsstraßen beträgt die Höchstgeschwindigkeit 80 km/h, auf der Brücke selbst 40 km/h.
Am 22. Januar 2019 verkündete der bangladeschische Eisenbahnminister, dass die Regierung die Absicht habe, parallel zur Bangabandhu-Brücke eine Eisenbahnbrücke zu erbauen. Deren Bau wurde im August 2020 begonnen und soll im August 2024 abgeschlossen sein.

Verschiedene Ansichten der Brücke
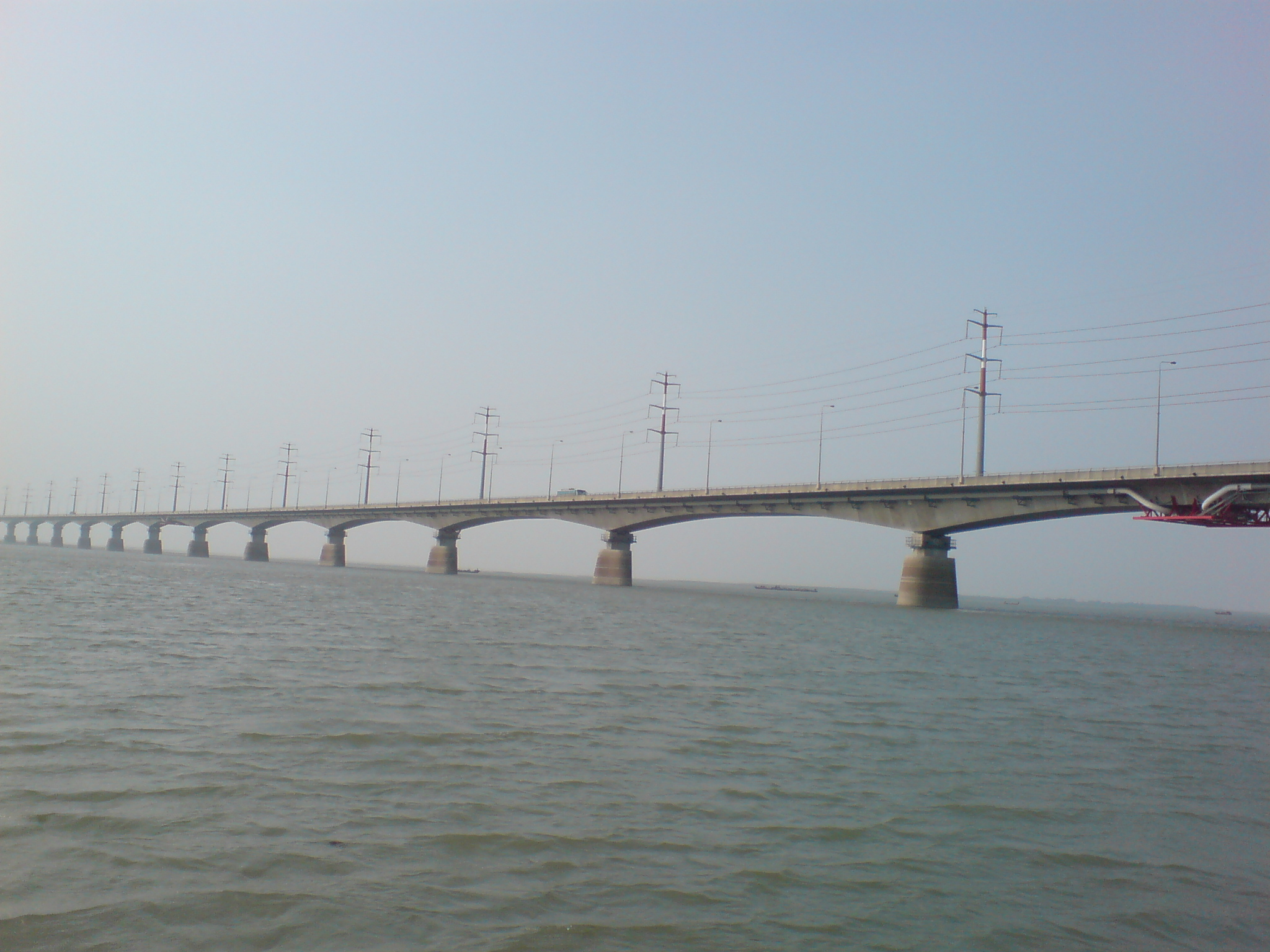
Ansicht vom Ufer
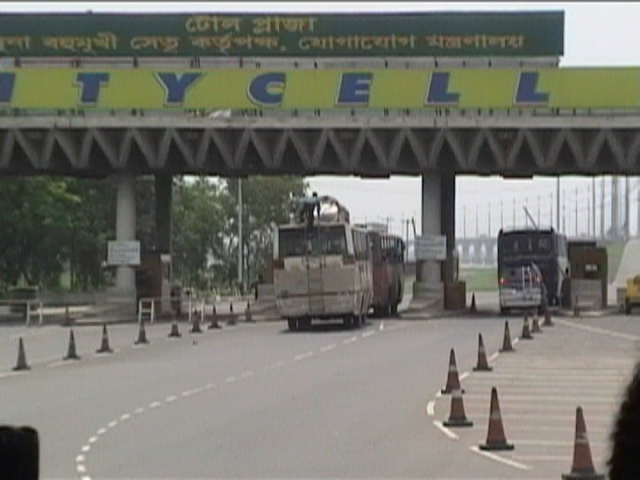
Mautstelle
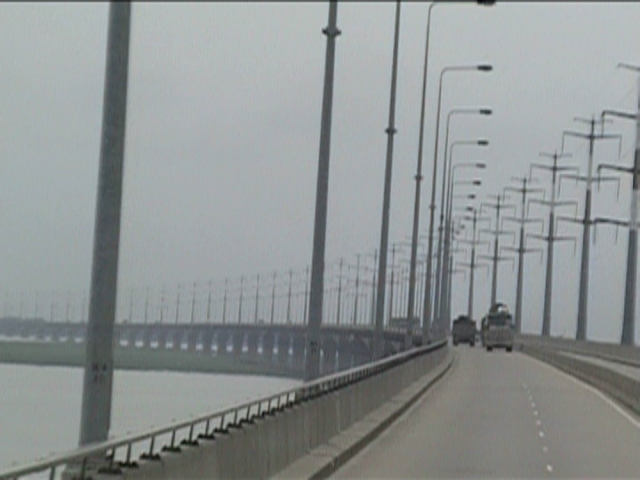
Straßenverkehr auf der Brücke
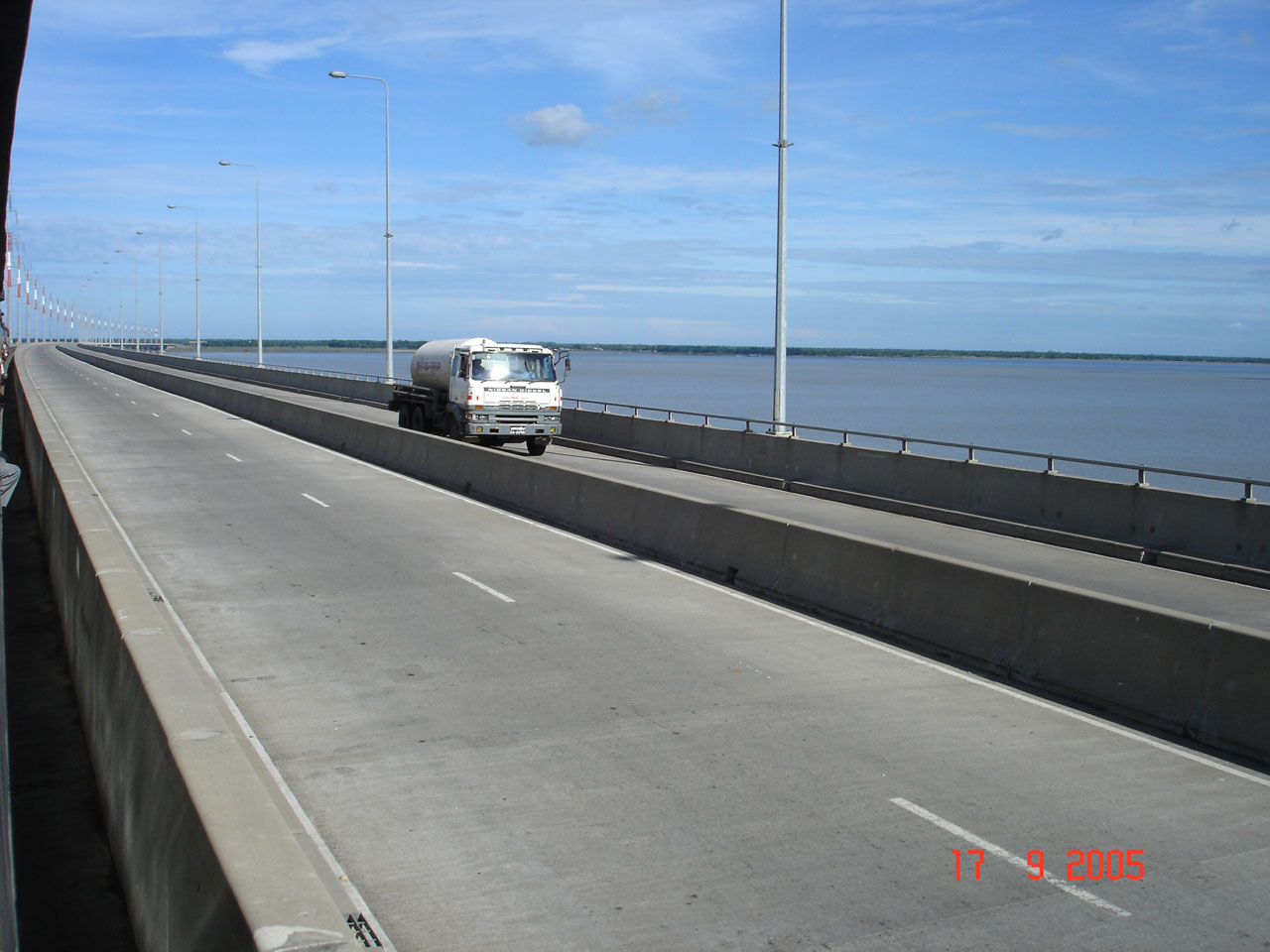
Auf der Brücke (Sicht vom Zugabteil)
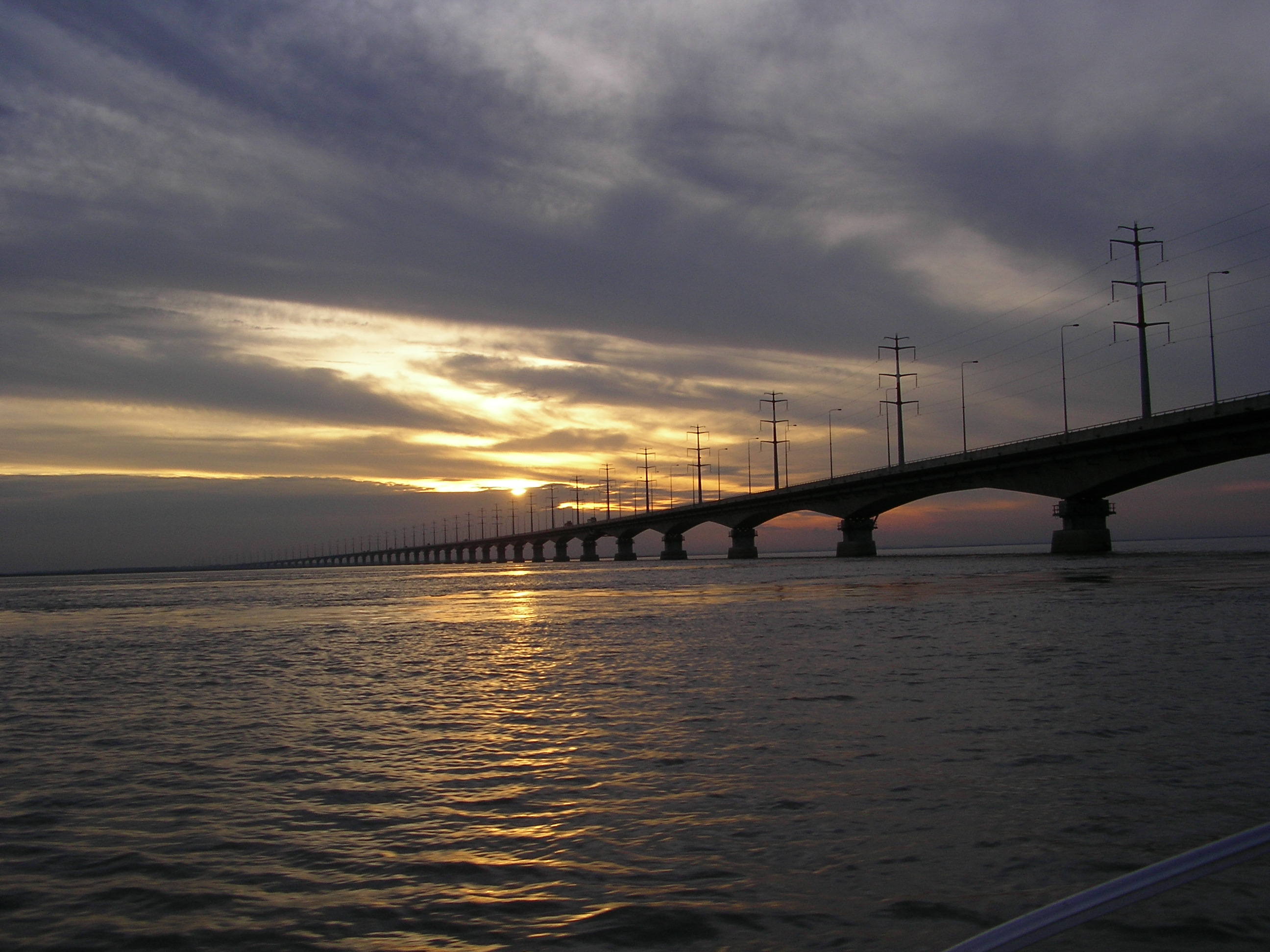
Brücke am Spätabend